# 簡縣
簡縣是明代四川的一個縣，洪武六年降簡州為縣。正德八年又升為州。舊治在絳河北。正德八年徙治河南。洪武十年五月省資陽縣入簡縣。成化元年七月復置，仍屬成都府。